# Fignières
Fignières est une commune française située dans le département de la Somme, en région Hauts-de-France.

## Géographie

### Localisation
Fignières est un village picard de l'Amiénois et de la région naturelle du Santerre.
Limitrophe de Montdidier, la localité est située à 15 km à l'ouest de Roye, 31 km au sud-est d'Amiens, 34 km au nord-ouest de Compiègne et à 45 km au nord-est de Beauvais à vol d'oiseau.
Le territoire de la commune est limitrophe de ceux de sept communes.
Les communes limitrophes sont  Becquigny, Boussicourt, Courtemanche, Davenescourt, Gratibus, Montdidier et Ételfay.

### Géologie et relief

#### Nature du sol et du sous-sol
Le sous sol calcaire du village appartient aux formations crétacée et tertiaire. Le territoire présente, au sud, un sol composé du limon des plateaux, tandis que dans le village la terre à silex domine. Au nord, la craie affleure alors que vers Davenescourt, l'argile est présente.
Une importante nappe phréatique alimentait à la fin du XIXe siècle les puits du village. Elle se trouvait alors à une profondeur de 56 mètres.

#### Relief, paysage, végétation
Le relief est très peu prononcé : un bas plateau est entaillé de deux vallons qui se rejoignent au nord du Bois de la ville. Une pente calcaire très raide borde le plateau.

### Hydrographie
La commune est située dans le bassin Artois-Picardie. Elle n'est drainée par aucun cours d'eau.

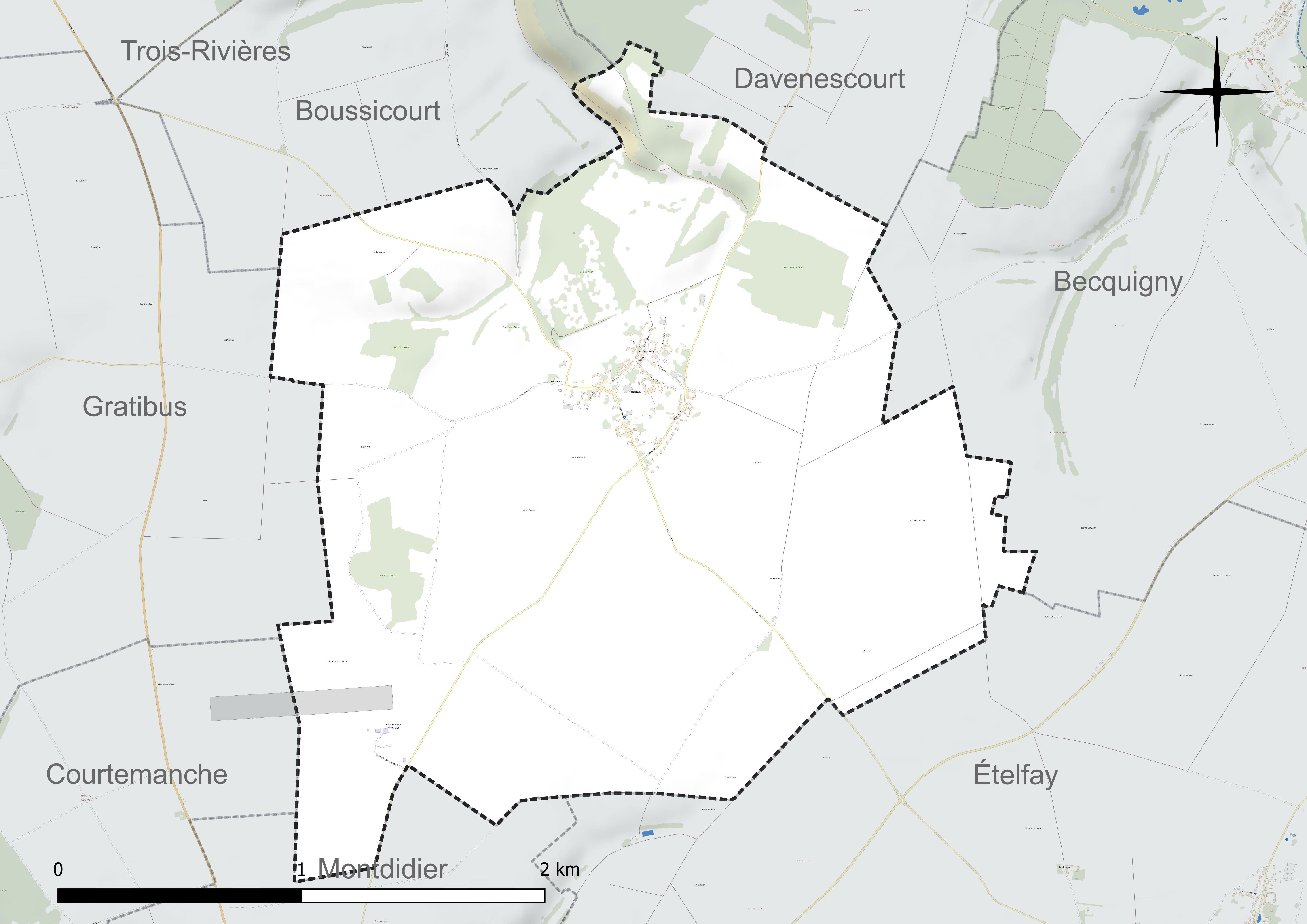
Réseau hydrographique de Fignières.

### Climat
Pour des articles plus généraux, voir Climat des Hauts-de-France et Climat de la Somme.
En 2010, le climat de la commune est de type climat océanique dégradé des plaines du Centre et du Nord, selon une étude du CNRS s'appuyant sur une série de données couvrant la période 1971-2000. En 2020, Météo-France publie une typologie des climats de la France métropolitaine dans laquelle la commune est exposée à un climat océanique et est dans la région climatique Nord-est du bassin Parisien, caractérisée par un ensoleillement médiocre, une pluviométrie moyenne régulièrement répartie au cours de l'année et un hiver froid (3 °C).
Pour la période 1971-2000, la température annuelle moyenne est de 10,4 °C, avec une amplitude thermique annuelle de 14,6 °C. Le cumul annuel moyen de précipitations est de 679 mm, avec 11,2 jours de précipitations en janvier et 8,3 jours en juillet. Pour la période 1991-2020, la température moyenne annuelle observée sur la station météorologique la plus proche, située sur la commune de Godenvillers à 11 km à vol d'oiseau, est de 11,1 °C et le cumul annuel moyen de précipitations est de 701,9 mm,. Pour l'avenir, les paramètres climatiques de la commune estimés pour 2050 selon différents scénarios d'émission de gaz à effet de serre sont consultables sur un site dédié publié par Météo-France en novembre 2022.

## Urbanisme

### Typologie
Au 1er janvier 2024, Fignières est catégorisée commune rurale à habitat dispersé, selon la nouvelle grille communale de densité à sept niveaux définie par l'Insee en 2022.
Elle est située hors unité urbaine. Par ailleurs la commune fait partie de l'aire d'attraction de Montdidier, dont elle est une commune de la couronne,. Cette aire, qui regroupe 23 communes, est catégorisée dans les aires de moins de 50 000 habitants,.

### Occupation des sols
L'occupation des sols de la commune, telle qu'elle ressort de la base de données européenne d'occupation biophysique des sols Corine Land Cover (CLC), est marquée par l'importance des territoires agricoles (90,4 % en 2018), une proportion identique à celle de 1990 (90,4 %). La répartition détaillée en 2018 est la suivante : 
terres arables (75,1 %), zones agricoles hétérogènes (15,3 %), zones urbanisées (5,2 %), espaces verts artificialisés, non agricoles (4,2 %), forêts (0,2 %). L'évolution de l'occupation des sols de la commune et de ses infrastructures peut être observée sur les différentes représentations cartographiques du territoire : la carte de Cassini (XVIIIe siècle), la carte d'état-major (1820-1866) et les cartes ou photos aériennes de l'IGN pour la période actuelle (1950 à aujourd'hui).

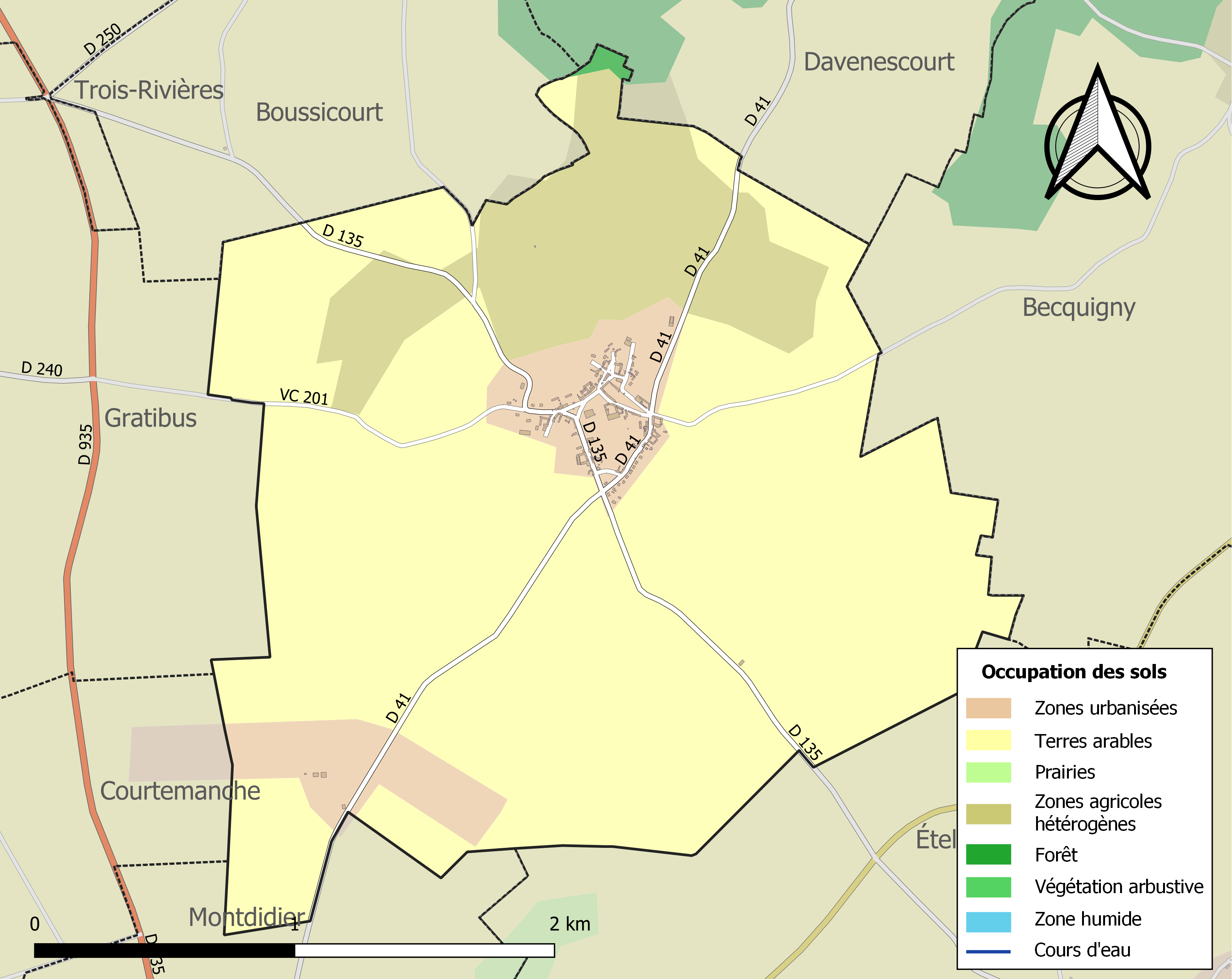
Carte des infrastructures et de l'occupation des sols de la commune en 2018 (CLC).

### Voies de communication et transports
Fignières est aisément accessible par l'ex-RN 35 (actuelle (RD 935), qui relie notamment Amiens à  Montdidier.
En 2019, la localité est desservie par les autocars du réseau inter-urbain Trans'80, Hauts-de-France (ligne no 45, Moreuil -  Montdidier).

## Toponymie
Feneriœ est relevé en 1146, Fresnerie en 1184, Fenières en 1301, Feignières, Fresnières. Ces appellations renvoient au foin ou peut-être au fenouil,.

## Histoire
Des armes en pierre et des monnaies gallo-romaines, ainsi que les vestiges d'une villa gallo-romaine, trouvées sur le territoire, attestent d'une présence humaine dès l'Antiquité.
Selon l'Abbé Leroy, « Fignières et Boussicourt furent toujours unis en un fief relevant du château de Montdidier sous Philippe Auguste, de Pierrepont en 1346, de Raineval en 1561, du comté de Mailly à partir de sa création, en 1744. Au XVIIIe siècle, la seigneurie de Fignières comprenait un château bâti en 1761, 100 journaux de terres, 100 de bois, dits bois de la Ville, moulin à vent et censives »
En 1653, le village est brûlé par les Impériaux. Les villageois se réfugient dans des souterrains-refuges (appelés en Picardie des muches), reliés à deux puits de Fignières, encore visibles à la fin du XIXe siècle.
Pendant la Révolution française, le château est brûlé et les terres vendues comme biens nationaux,.
En 1814 et 1815, à la fin de l'épopée napoléonienne, les Cosaques occupent la localité.
Lors de la guerre franco-allemande de 1870, les Fignièrois subissent la présence des Prussiens et leurs réquisitions.
XXe siècle
Le village a subi des destructions pendant la Première Guerre mondiale et a été décoré de la Croix de guerre 1914-1918, le 3 novembre 1920.
L'aérodrome de Montdidier - Fignières a été créé par l'État en 1938 pour des fins militaires, sur 103 ha de terres agricoles.
Le village est à nouveau ravagé lors de la Seconde Guerre mondiale.
Pendant l'occupation, l'aérodrome est étendu pour les besoins de la Luftwaffe jusqu'à constituer un ensemble de 780 ha incluant les sections de la RN 35 et de la RD 41 qui bordaient jusqu'alors l'aérodrome et comprenant trois pistes concourantes orientées N-E / S-O et N-N-O / S-S-E.
Après la Libération de la France, le terrain, devenu inutilisable, est utilisé par les Américains. Ils y implantent un vaste dépôt de munitions d'aviation. À partir de 1947/1948, les terres labourables réquisitionnées sont rendues aux agriculteurs. L'emprise de l'aérodrome est réduite progressivement dans le cadre d'un schéma adopté en 1958, pour atteindre la surface actuelle. En 1961, la piste 053/233 est supprimée et remplacée par une bande d'envol engazonnée de 750 x 100 m, orientée Est-Ouest.

## Politique et administration

### Rattachements administratifs et électoraux

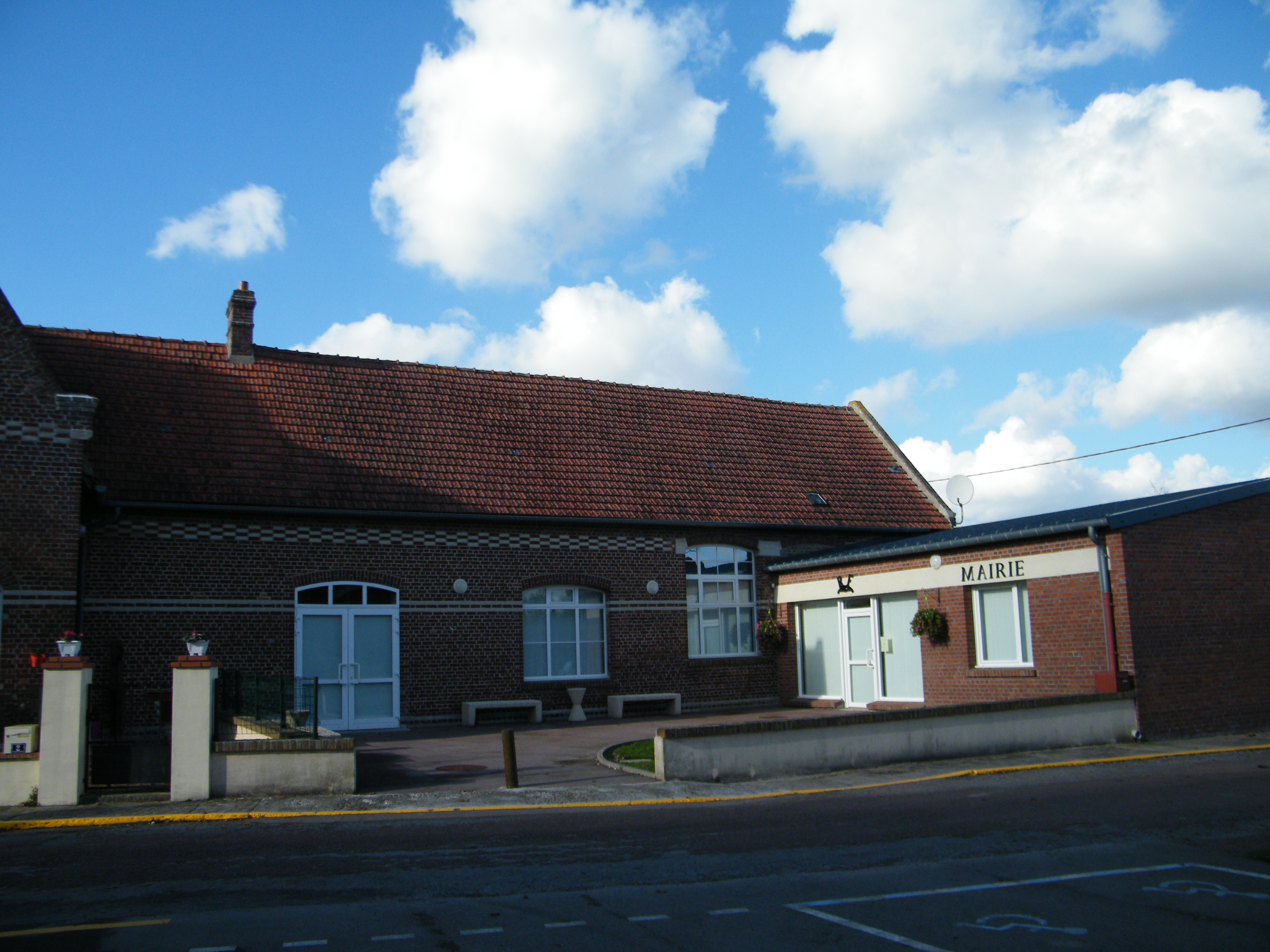
La mairie.

La commune se trouve  dans l'arrondissement de Montdidier du département de la Somme. Pour l'élection des députés, elle fait partie depuis 2012 de la quatrième circonscription de la Somme.
Elle faisait partie depuis 1793 du canton de Montdidier. Dans le cadre du redécoupage cantonal de 2014 en France, la commune est désormais intégrée au canton de Roye.

### Intercommunalité
La commune était membre de la communauté de communes du canton de Montdidier, créée fin 2000 et qui succéédait au  SIVOM du Canton de Montdidier datant de 1967.
Dans le cadre des dispositions de la loi portant nouvelle organisation territoriale de la République du 7 août 2015, qui prévoit que les établissements publics de coopération intercommunale (EPCI) à fiscalité propre doivent avoir un minimum de 15 000 habitants, celle-ci fusionne avec sa voisine pour former le 1er janvier 2017 la communauté de communes du Grand Roye dont est désormais membre la commune.

### Liste des maires
| Période                                  | Période                      | Identité         | Étiquette | Qualité                                                            |
| ---------------------------------------- | ---------------------------- | ---------------- | --------- | ------------------------------------------------------------------ |
| Les données manquantes sont à compléter. |                              |                  |           |                                                                    |
| 1977                                     | 2007                         | André Gellynck   |           | Agriculteur                                                        |
| 2008                                     | mars 2014                    | Patrick Gellynck |           |                                                                    |
| 2014                                     | En cours (au 8 octobre 2020) | Martine Tellier  |           | Secrétaire de mairie à Faverolles Réélue pour le mandat 2020-2026, |

## Démographie
L'évolution du nombre d'habitants est connue à travers les recensements de la population effectués dans la commune depuis 1793. Pour les communes de moins de 10 000 habitants, une enquête de recensement portant sur toute la population est réalisée tous les cinq ans, les populations de référence des années intermédiaires étant quant à elles estimées par interpolation ou extrapolation. Pour la commune, le premier recensement exhaustif entrant dans le cadre du nouveau dispositif a été réalisé en 2006.

En 2022, la commune comptait 143 habitants, en évolution de −6,54 % par rapport à 2016 (Somme : −1,26 %, France hors Mayotte : +2,11 %).
| 1793 | 1800 | 1806 | 1821 | 1831 | 1836 | 1841 | 1846 | 1851 |
| ---- | ---- | ---- | ---- | ---- | ---- | ---- | ---- | ---- |
| 261  | 240  | 266  | 284  | 295  | 275  | 258  | 262  | 264  |

| 1856 | 1861 | 1866 | 1872 | 1876 | 1881 | 1886 | 1891 | 1896 |
| ---- | ---- | ---- | ---- | ---- | ---- | ---- | ---- | ---- |
| 242  | 236  | 231  | 224  | 203  | 193  | 189  | 189  | 188  |

| 1901 | 1906 | 1911 | 1921 | 1926 | 1931 | 1936 | 1946 | 1954 |
| ---- | ---- | ---- | ---- | ---- | ---- | ---- | ---- | ---- |
| 152  | 147  | 154  | 121  | 179  | 148  | 170  | 135  | 119  |

| 1962 | 1968 | 1975 | 1982 | 1990 | 1999 | 2006 | 2011 | 2016 |
| ---- | ---- | ---- | ---- | ---- | ---- | ---- | ---- | ---- |
| 106  | 114  | 130  | 153  | 126  | 124  | 141  | 147  | 153  |

| 2021 | 2022 | - | - | - | - | - | - | - |
| ---- | ---- | - | - | - | - | - | - | - |
| 146  | 143  | - | - | - | - | - | - | - |

## Culture locale et patrimoine

### Lieux et monuments
- Église Notre-Dame-de-l'Assomption[34], reconstruite après sa destruction lors de la Première Guerre mondiale[18] ;
- La place du village, très arborée, entourée d'une cinquantaine de tilleuls ;
- Le larris de Fignières, dit Montagne de Fignières est confié au Conservatoire d'espaces naturels de Picardie pour la préservation de la biodiversité locale[35]. Le papillon Mercure fait l'objet d'un suivi particulier, et on y trouve notamment des  plantes plus méridionales, comme l'origan, l'anémone pulsatile ou les orchidées sauvages telles que l'Epipactis rouge-foncé.
 Une randonnée pédestre de 2,5 km est balisée, débutant à côté de l'église et permettant d'accéder à un belvédère doté d'une table de pique-nique[36].
- La « villa de l'aéronautique » construite par Florent Mangot, un ancien aérostier ou aviateur né en 1858, sa famille exploitait à la fin du XVIIIe siècle une ferme dont les terres dites du « Champ Mangot » s'étendent de part et d'autre de l'ancien chemin de Montdidier à Corbie. Cette famille pourrait être à l'origine de l'aérodrome de Fignières[37] ;
- L'aérodrome de Fignières, géré par la Communauté de communes du Grand Roye, accueille les activités de l'aéroclub de Montdidier, l'association des Chiffons volants (vol en ULM) et un club d'aéromodélisme[38] ;
- Château, reconstruit après la Première Guerre mondiale ;
- La sépulture du Docteur Jullien dit « le dormeur du bois » se trouve dans le bois de la ville surnommé le « bois Jullien » ;
- Quatre puits creusés à l'époque napoléonienne ;

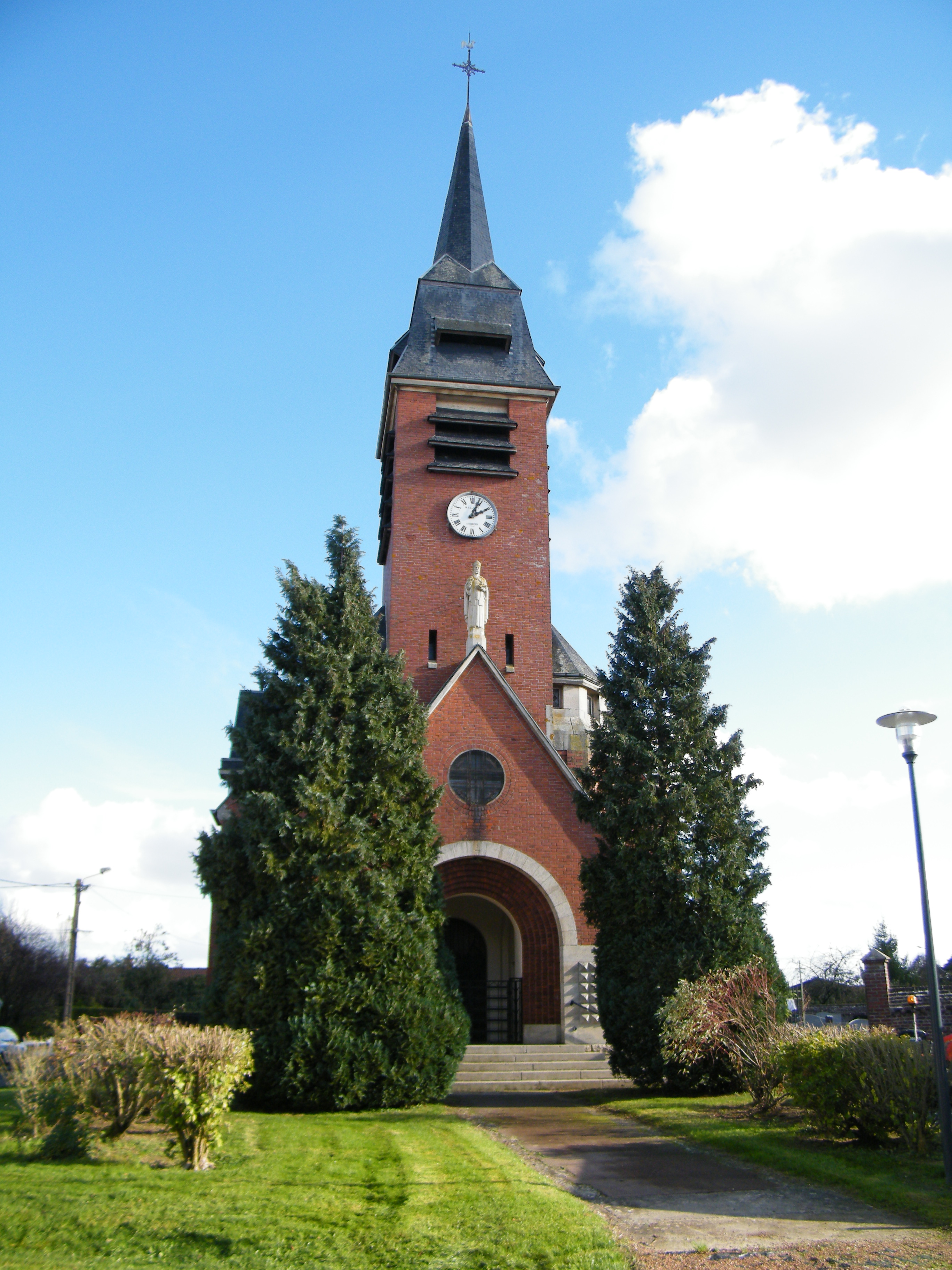
L'église Notre-Dame.
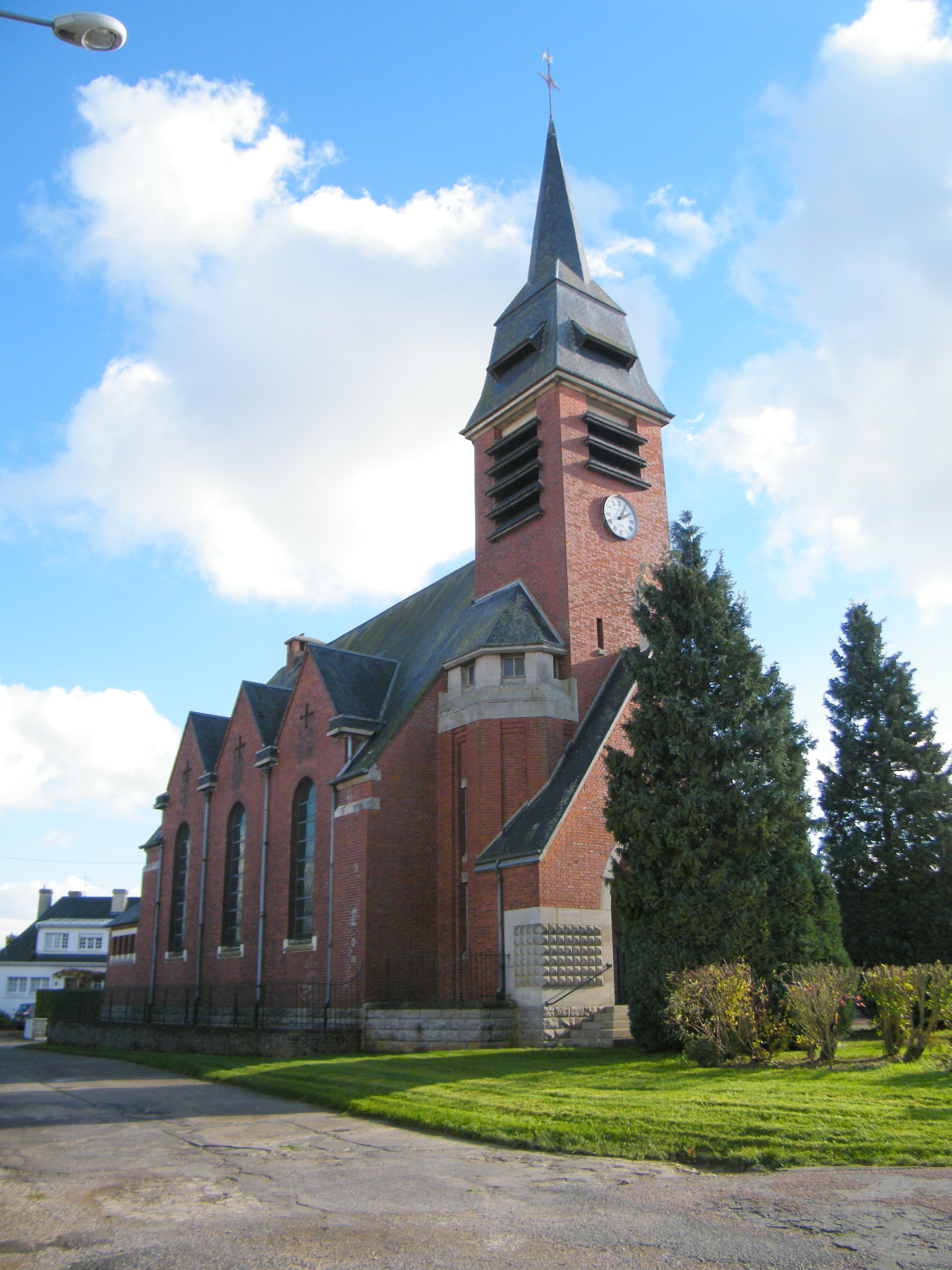
Autre vue de l'église.
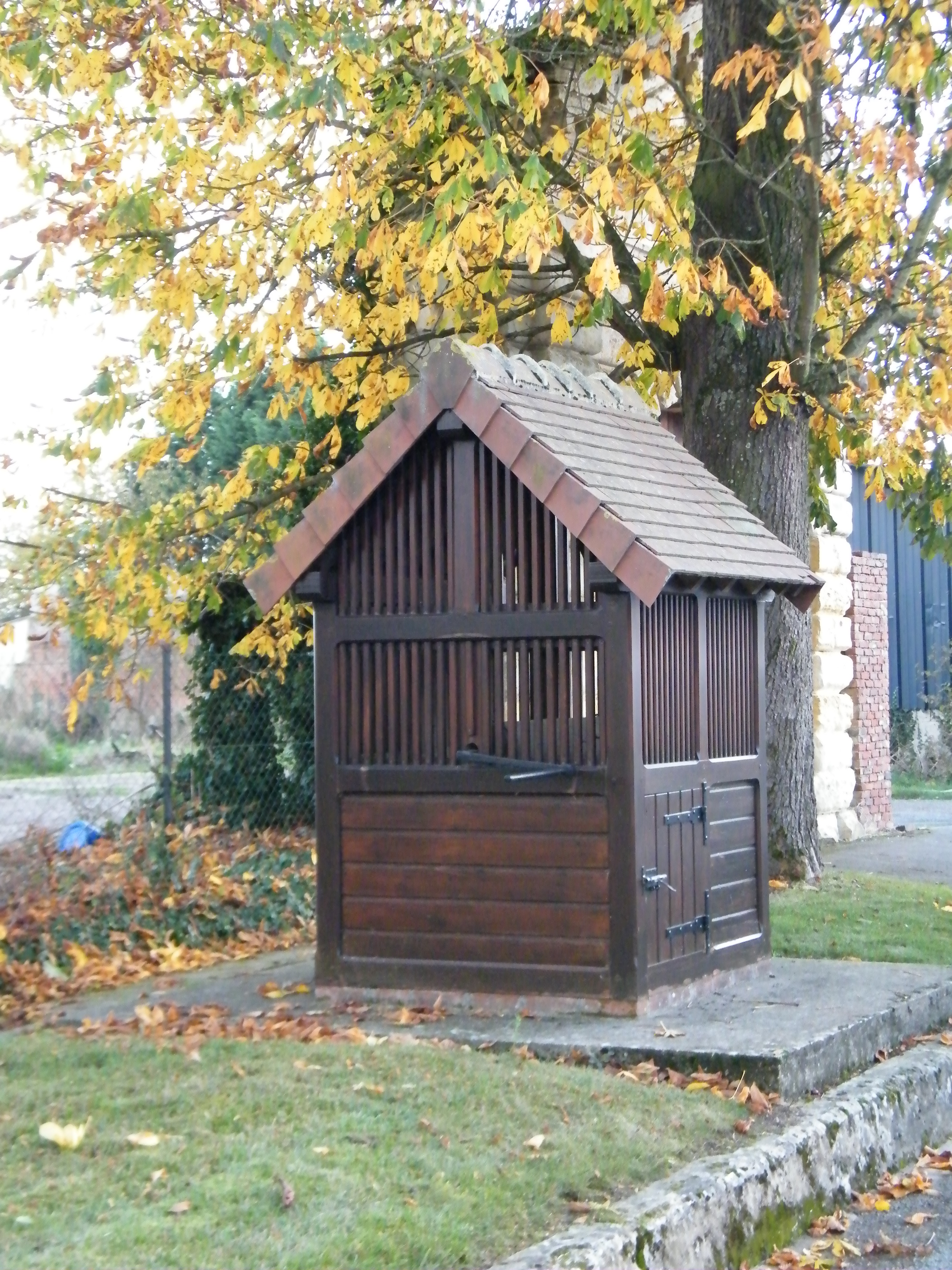
Un puits reconstitué.
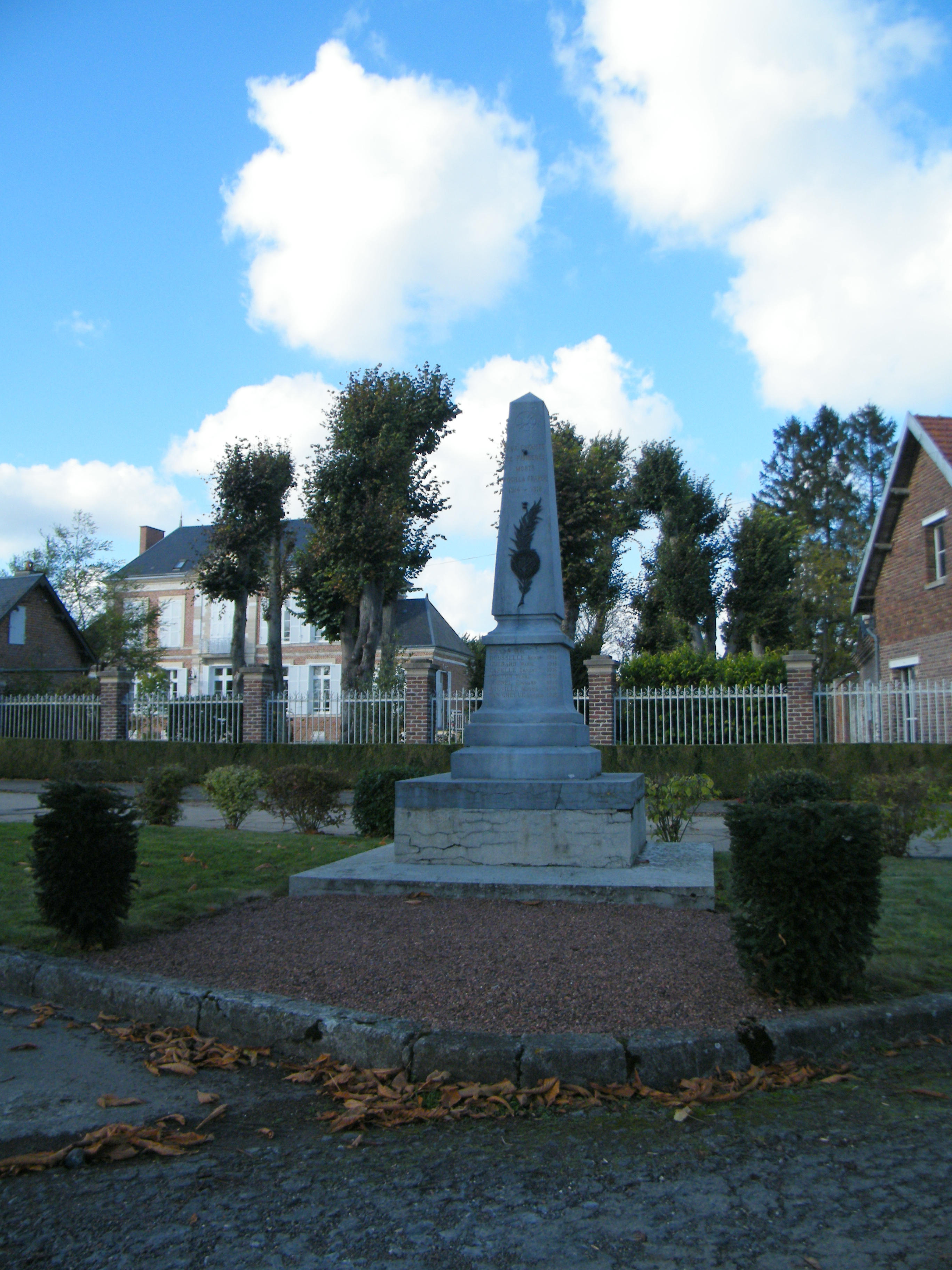
Le monument aux morts.

### Personnalités liées à la commune
- Antoine Froissart,né à Fignières, docteur en Sorbonne, mort en 1637[18]
- Abbé Charpentier, curé local, poète. Ses odes et fables sont publiées au Mercure de France (1739, 1740, 1741). Les registres paroissiaux contenant ses écrits sont conservés dans les archives communales[5].